# Fălticeni
Fălticeni (pronunciació en romanès: [fəltiˈt͡ʃenʲ]; en alemany: Foltischeni; en hebreu: פלטיצ'ן‎, ídix: פאלטישאן) és una ciutat del comtat de Suceava, al nord-est de Romania. Es troba a la regió històrica de Moldàvia occidental. Fălticeni és el segon assentament urbà més gran del comtat, amb una població de 24.619 habitants, segons el cens del 2011. Va ser declarat municipi el 1995, juntament amb altres dues ciutats del comtat de Suceava: Rădăuți i Câmpulung Moldovenesc.
Fălticeni té una superfície de 2.876 km², del qual el 25% són horts i llacs, i administra dos pobles: Șoldănești i Țarna Mare. Va ser la capital de l'antic comtat de Baia (1929-1950). La ciutat és coneguda per l'elevat nombre d’escriptors, artistes i científics romanesos que han nascut, viscut, estudiat o han creat aquí.

## Geografia
Fălticeni es troba a la part sud del comtat de Suceava, 25 km de distància de Suceava, la capital del comtat. La ruta europea E85 creua la ciutat. Fălticeni està connectat al sistema ferroviari nacional romanès a través de l'estació de tren de Dolhasca (24 km de distància). La ciutat de Roman és de 80 km sud, a la carretera E85.

## Història
La primera menció escrita del poble Folticeni és del març de 1490 i la segona del març de 1554, quan el príncep moldau Alexandru Lăpuşneanu va adjudicar la propietat i el poble que portava el nom esmentat al monestir de Moldovița.
Fălticeni va ser esmentada per primera vegada com un assentament urbà a l'agost de 1780 com Târgul Soldanesti (Soldanesti Mercat), inspirant-se en el nom d'un boiar local. Fou en un document emès per la cancelleria del príncep Constantin Moruzi. Anys més tard, el març de 1826, un edicte emès pel príncep Ioan Sturdza va canviar el nom de la ciutat per Fălticeni.
Fălticeni va ser bombardejat pels bolxevics durant la Primera Guerra Mundial.
Entre 1929 i 1950 Fălticeni va ser la capital de l'antic comtat de Baia. Des de 1950 fins a l'actualitat la ciutat forma part del comtat de Suceava.
L'any 1921 es va fundar a Fălticeni la dinastia hassídica Faltishan (en yiddish per Fălticeni), feta pel rabí Eluzar Twersky, un descendent de la secta Hasveric de Skver i que forma part de la prestigiosa família reial Hasidic Twersky. Avui en dia hi ha comunitats jueves a Brooklyn, Nova York, que porten el nom de Faltishan, dirigides pels descendents del rabí Twersky.

## Demografia
Fălticeni va assolir la seva màxima població el 1992, quan gairebé 33.000 persones vivien dins dels límits de la ciutat. El 2016, la ciutat de Fălticeni era el tercer assentament urbà més gran del comtat de Suceava, després de la capital del comtat, Suceava, i la ciutat de Rădăuți.
Segons les dades del cens del 2011, 24.619 habitants vivien a Fălticeni, una disminució respecte a la xifra registrada al cens del 2002, quan la ciutat tenia 29.787 habitants. El 2011, de la població total de la ciutat, el 98,15% eren romanesos ètnics, el 0,76% gitanos, el 0,75% russos (inclosos els lipovans), el 0,07% hongaresos, el 0,04% alemanys (regat alemanys), el 0,02% ucraïnesos i el 0,01% polonesos.

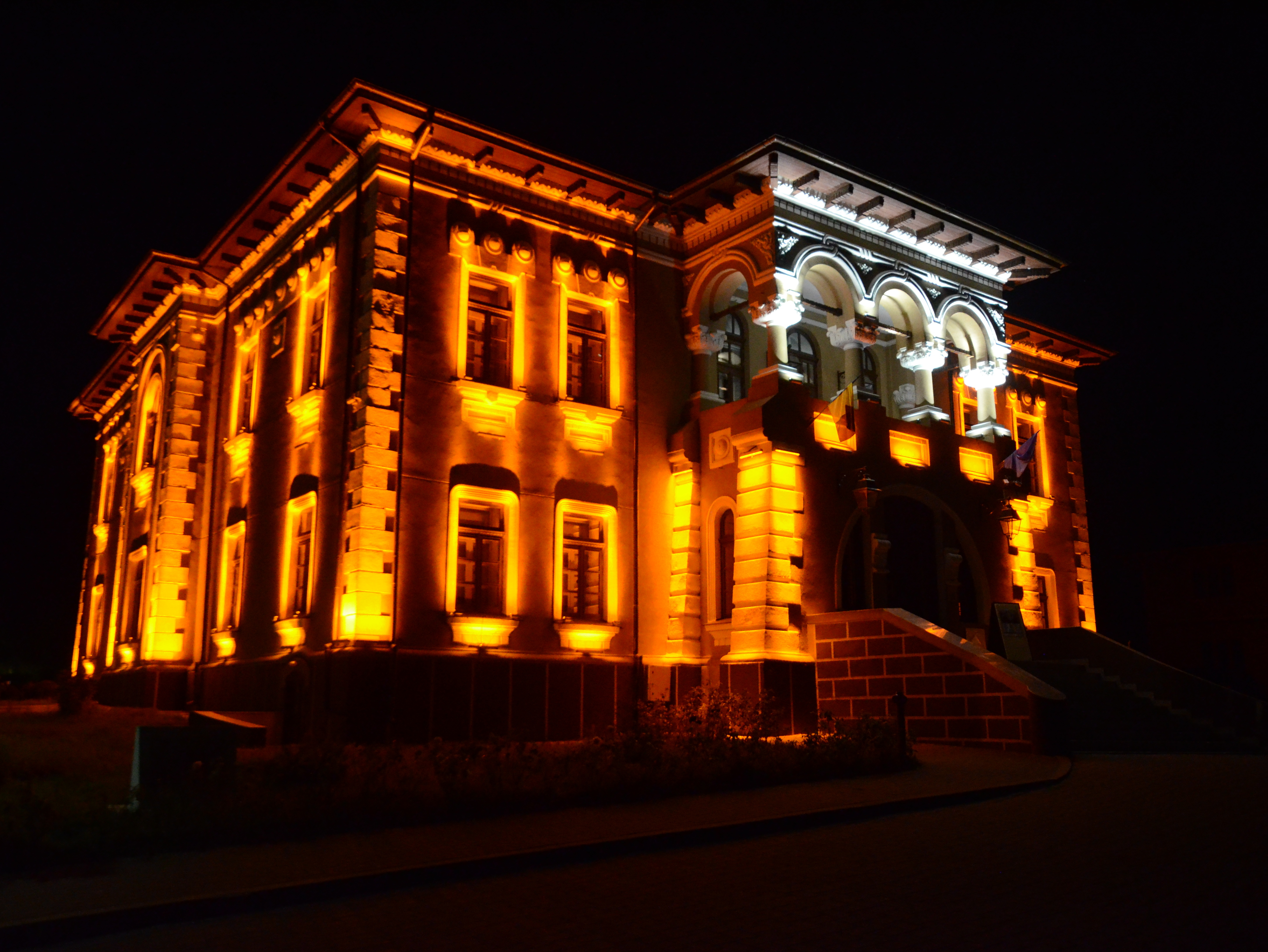
Museu d’Art Ion Irimescu a la nit